# I SHOULD BE SO LUCKY/愛コトバ
「I SHOULD BE SO LUCKY/愛コトバ」（アイ・シュッド・ビー・ソー・ラッキー/あいコトバ）は、日本の音楽ユニット・mihimaru GTの15作目のシングル。

## 解説
- 11thシングル「いつまでも響くこのmelody／マジカルスピーカー」以来となる両A面シングル。DVD付きの初回盤と、CDのみの通常盤の2仕様での発売。

## 収録曲
1. I SHOULD BE SO LUCKY
  - 作詞・作曲：Mike Stock、Matt Aitken、Peter Waterman / 日本語詞：hiroko and mitsuyuki miyake

フジテレビ系ドラマ「暴れん坊ママ」主題歌。
「暴れん坊ママ」の制作サイドのリクエストで、カイリー・ミノーグの同名楽曲（邦題：ラッキー・ラブ）に日本語詞や新たなラップパートを制作している（そのためクレジットはカバー扱いになっている）[1]。楽曲の制作サイドからは「そのままカバーして欲しい」と注文されたが、それではmihimaru GTが標榜するコンセプトである「ヒップポップ」が表現できないとして、mihimaru GT側から様々なリクエストをしたとする報道もある[2][3]。ヒップホップ的な鋭さや躍動感を出す為、重い音やベース音などを加えて「ドスの効いたサウンドを追求した」という[2]。
2. 愛コトバ
  - 作詞：hiroko and mitsuyuki miyake / 作曲：mitsuyuki miyake
3. I SHOULD BE SO LUCKY (Instrumental)
4. 愛コトバ (Instrumental)

### DVD（初回盤のみ）
- I SHOULD BE SO LUCKY -Video Clip-
  - PVはhirokoがさまざまな衣装を披露し、顕微鏡で見た世界を表現している。
- マジカルスピーカー（@ Zepp Tokyo 2007.7.8）
- So Merry Christmas（from DVD「mihimaLIVE」@ Zepp Tokyo 2006.12.14）

## 収録アルバム
I SHOULD BE SO LUCKY
- mihimarise
- The Best Selection of ASIA
- THE BEST of mihimaru GT 2
- 10th Anniversary BEST 2003-2013
- THE SINGLE of mihimaru GT

愛コトバ
- mihimarise